# Orlik (Russia)
Orlik (in russo  Орлик?, in buriato Орлиг) è un villaggio della Russia asiatica, in Siberia Orientale. È situato nella Repubblica autonoma della Burazia e appartiene al rajon Okinskij del quale è il centro amministrativo.
È situato ad un'altitudine di 1376 m sul livello del mare in una stretta valle intermontana dei monti Saiani Orientali sulla riva destra del fiume Oka, poco a monte della confluenza del piccolo affluente Orlik.